# Elisabeth Klein
Elisabeth Klein (født 23. juli 1911 i Trenčín, død 11. oktober 2004 i Liverpool) var en ungarsk-dansk pianist.

## Biografi
Elisabeth Klein blev født i Trencsén og voksede op i Budapest, Ungarn.
Klein befandt sig i Danmark ved udbruddet af 2. verdenskrig og boede i København det meste af sit liv. Hun blev gift med Jørgen Petersen (1916-1986) den 21. december 1941. De fik deres første søn, Ole Holger Petersen, i 1943. Efter krigen fik de endnu en søn, Nils Holger Petersen, i 1946.
Elisabeth Klein arbejdede i mange år ved Det Kongelige Teater, og Det Kongelige Danske Musikkonservatorium i København og Norges musikhøjskole i Oslo.